# Karnków (powiat zgierski)
Karnków – wieś w Polsce położona w województwie łódzkim, w powiecie zgierskim, w gminie Głowno.
W latach 1975–1998 miejscowość należała administracyjnie do ówczesnego województwa łódzkiego.
8 września 1939 żołnierze Wehrmachtu w trakcie zajmowania wsi zastrzelili bez powodu siedem osób cywilnych (nazwiska ofiar zostały ustalone). 